# Volčansk
Volčansk è una città della Russia siberiana estremo occidentale (Oblast' di Sverdlovsk), situata sul versante orientale degli Urali settentrionali, sui fiumi Bol'šaja Volčanka e MalajaVolčanka, 452 km a nord del capoluogo Ekaterinburg. Dal punto di vista amministrativo, dipende direttamente dalla città (gorod) di Karpinsk.

## Società

### Evoluzione demografica
Fonte: mojgorod.ru
- 1959: 24.800
- 1979: 14.800
- 1989: 14.800
- 2007: 10.300
- 2023:  8.300